# Bodlyn chulgajcz
Bodlyn chulgajcz (mong. Бодлын хулгайч, tłum. Złodziej umysłu) – mongolski dramat filmowy z 2011 roku w reżyserii Dżancziwdordżijna Sengdordża, zrealizowany na podstawie wspomnień Batcecegijna Gansücha.

## Opis fabuły
Fabuła filmu nawiązuje do historii Batcecegijna Gansücha, który w 1992 roku przez wprowadzenie w błąd urzędników państwowych wyłudził z banku centralnego 90 mln tugrików. Gansüch, określany  przydomkiem "90 milionów" został ujęty i skazany na karę więzienia. Z więzienia udało mu się uciec, ale wkrótce został schwytany. W filmie Sengdordża główną rolę aferzysty odgrywa student dziennikarstwa, który chce zostać producentem filmowym i próbuje pozyskać środki należące do rządu mongolskiego.

## Obsada
- Baldżinnjamyn Amarsajchan jako Gantulg
- Szarawyn Delgerdżargal

## Nagrody i wyróżnienia
Na Festiwalu Filmowym w Ułan Bator w 2011 film uzyskał aż sześć nagród przyznanych przez Mongolską Akademię Filmową, w tym dla najlepszego filmu i za najlepszą męską rolę pierwszoplanową.